# Carano
Carano és un municipi italià, dins de la província de Trento. L'any 2007 tenia 999 habitants. Limita amb els municipis d'Aldein (BZ), Altrei (BZ), Castello-Molina di Fiemme, Cavalese, Daiano i Truden (BZ). Es troba a la Vall de Fiemme.

## Administració
| Període | Identitat      | Partit        |
| ------- | -------------- | ------------- |
| 2008-   | Giorgio Ciresa | Llista cívica |